# Jhabua (district)
Jhabua is een district van de Indiase staat Madhya Pradesh. In 2001 telde het district 1.396.677 inwoners op een oppervlakte van 6782 km². Het zuidelijke deel splitste zich in 2008 echter af en vormt sindsdien het district Alirajpur.
Hoofdstad: Bhopal
Districten: